# Janopol (gmina Ignalino)
Janopol (lit. Siūriai) – wieś na Litwie, w okręgu uciańskim, w rejonie ignalińskim, w gminie Ignalino.

## Historia
W czasach zaborów zaścianek w gminie Daugieliszki, w powiecie święciańskim, w guberni wileńskiej Imperium Rosyjskiego. 
W dwudziestoleciu międzywojennym zaścianek leżał w Polsce, w województwie wileńskim, w powiecie święciańskim, w gminie Daugieliszki.
W 1931 w 3 domach zamieszkiwało 14 osób.
Miejscowość należała do parafii rzymskokatolickiej w Przyjaźni. Podlegała pod Sąd Grodzki w Święcianach i Okręgowy w Wilnie; właściwy urząd pocztowy mieścił się w Ignalinie.